# Long Live the Royals
Long Live the Royals (Brasil: Vida Longa à Realeza ) é uma minissérie animada americana criada por Sean Szeles (é o mesmo produtor de Regular Show) do Cartoon Network. Foi lançado em 30 de novembro de 2015 nos Estados Unidos e em 15 de maio de 2016 no Brasil.

## Enredo
Em Vida Longa à Realeza, Rei Rufus, Rainha Eleanora, Princesa Rosalinda e os Príncipes Peter e Alex entram de férias da realeza e precisam lidar com o Festival Yule Hare, repleto de festas extravagantes, não podendo perder o controle sobre nada.

## Produção
Vida Longa à Realeza é uma minissérie foi criada por Sean Szeles, anunciado em 19 de fevereiro de 2015 em seu canal, para sua programação de 2015-16, uma produção do Cartoon Network Studios. É a terceira minissérie ao ar no Cartoon Network, na sequência de Para Lá do Jardim / O Segredo Além do Jardim lançado anos antes, em novembro de 2014, e  Estacas no início do mês, em novembro de 2015. Foi lançado como piloto em seu site oficial, em 16 de maio de 2014. Desenvolvido por Szeles em colaboração com os estúdios de desenvolvimento para o programa da série de animação, piloto ganhou um Emmy Award na 66º cerimônia anual em 2014. Precedendo a nomeação, Szeles havia trabalhado como produtor supervisor de Regular Show / Apenas um Show, outra produção do Cartoon Network.
Quatro episódios da série foram produzidos, cada um episódio durava onze minutos; eles estão exibidas em setembro, durante a noite e siga diferentes personagens em individualmente. Michael Ouweleen, o diretor de marketing da Cartoon Network, explicou que o formato da minissérie permite diferentes qualidades artísticas a florescer em seu programa curta e para pilotos existentes que se encontram bloqueados para ver a ser concretizadas. Uma série de comediantes foram contratados as vozes dos personagens principais e secundários. Jon Daly, Wendi McLendon-Covey, Gillian Jacobs e Nicki Rapp reprisou seus papéis do piloto como Rei Rufus, Rainha Eleanora, Rosalinda e Alex respectivamente, enquanto Kieran Culkin vai assumir o lugar de Jeremy Redleaf, a voz de Peter. Personagens adicionais manifestadas por Fred Armisen, Ellie Kemper, Ken Marino, Alfred Molina, Horatio Sanz, e Peter Serafinowicz.

## Episódios
| Temporada | Temporada  | Episódios | Exibição original      | Exibição original     | Exibição no Brasil   | Exibição no Brasil   |
| Temporada | Temporada  | Episódios | Primeira exibição      | Última exibição       | Primeira exibição    | Última exibição      |
| --------- | ---------- | --------- | ---------------------- | --------------------- | -------------------- | -------------------- |
|           | Piloto     | 1         | 16 de maio de 2014     | 16 de maio de 2014    | 25 de agosto de 2017 | 25 de agosto de 2017 |
|           | Minissérie | 4         | 30 de novembro de 2015 | 3 de dezembro de 2015 | 15 de maio de 2016   | 18 de maio de 2016   |

### Piloto (2014)
| #(Ep.) | Título                                        | Dirigido por | Estreia original                        |
| --- | --------------------------------------------- | ------------ | --------------------------------------- |
| 0 | "Vida Longa Á Realeza" "Long Live the Royals" | Sean Szeles  | 16 de maio de 2014 25 de agosto de 2017 |
| Peter que veio a seu pai Rei Rufus nos Jogos do Torneio tenta captar a atenção de uma mulher chamada Katherine. |                                               |              |                                         |

### Minissérie (2015)
| # | Título                           | Escrito e storyboarded por | Estreia original                          | Audiência (em milhões) |
| --- | -------------------------------- | -------------------------- | ----------------------------------------- | ---------------------- |
| 1 | "Festival do Susto" "Yule Scare" | Cole Sanchez e Sean Szeles | 30 de novembro de 2015 15 de maio de 2016 | 1.04                   |
| Peter se junta a uma gangue chamada "Os Dandis" para pregarem peças no terreno de uma família de lamaçal.                          |                                  |                            |                                           |                        |
| 2 | "Show Punk" "Punk Show"          | Sean Szeles                | 1 de dezembro de 2015 16 de maio de 2016  | 0.95                   |
| Rosalinda tenta provar ao seu pai, Rei Rufus, que pode ser responsável por um dia para ela poder assistir a banda do seu namorado. |                                  |                            |                                           |                        |
| 3 | "Ronca Muito" "Snore Much"       | Cole Sanchez e Sean Szeles | 2 de dezembro de 2015 17 de maio de 2016  | 0.96                   |
| Rei Rufus, Rosalinda, Peter e Alex não conseguem dormir por causa dos roncos noturnos da Rainha Eleanora.                          |                                  |                            |                                           |                        |
| 4 | "O Banquete" "The Feast"         | Calvin Wong                | 3 de dezembro de 2015 18 de maio de 2016  | 0.85                   |
| Alex sai á procura de uma gigantesca lebre sagrada para a comemoração do Dia do Festival da família.                               |                                  |                            |                                           |                        |

## Dublagem
| Personagem      | Voz Original                   | Dublador        |
| --------------- | ------------------------------ | --------------- |
| Rei Rufus       | Jon Daly                       | Mauro Ramos     |
| Rainha Eleanora | Wendi McLendon-Covey           | Maíra Goes      |
| Rosalinda       | Gillian Jacobs                 | Marcella Duarte |
| Peter           | Jeremy Readleat/ Kieran Culkin | Yan Gesteira    |
| Alex            | Nicki Rapp                     | Arthur Salerno  |